# Pietro Santoro (vescovo)
Pietro Santoro (Vasto, 4 febbraio 1946) è un vescovo cattolico italiano, dal 23 luglio 2021 vescovo emerito di Avezzano.

## Biografia
Nasce a Vasto, allora sede vescovile in provincia di Chieti, il 4 febbraio 1946.

### Ministero sacerdotale
Il 17 maggio 1970 è ordinato presbitero, in piazza San Pietro, da papa Paolo VI.
Dal 1974 al 2007 è parroco presso la parrocchia di San Nicola Vescovo di San Salvo (CH). Ricopre gli incarichi di assistente diocesano del settore giovani dell'Azione Cattolica dal 1989 e di responsabile diocesano del servizio di pastorale giovanile dal 1995. Nel 2005 è nominato vicario episcopale per il territorio vastese da mons. Bruno Forte; lo stesso anno diventa cappellano di Sua Santità.

### Ministero episcopale
Il 28 giugno 2007 papa Benedetto XVI lo nomina vescovo di Avezzano; succede a Lucio Angelo Renna, precedentemente nominato vescovo di San Severo. Il 6 settembre successivo riceve l'ordinazione episcopale, nella chiesa di Santa Maria Maggiore di Vasto, dall'arcivescovo di Chieti-Vasto Bruno Forte, co-consacranti il vescovo Lucio Angelo Renna e l'arcivescovo di Ancona-Osimo Edoardo Menichelli (poi cardinale). Il 15 settembre 2007 prende possesso della diocesi marsicana.
È stato membro della commissione episcopale per la famiglia, i giovani e la vita della Conferenza Episcopale Italiana.
Il 23 luglio 2021 papa Francesco accoglie la sua rinuncia, presentata per raggiunti limiti di età, al governo pastorale della diocesi di Avezzano; gli succede Giovanni Massaro, fino ad allora vicario generale di Andria. Rimane amministratore apostolico della diocesi fino all'ingresso del successore, avvenuto il 3 ottobre seguente.

## Genealogia episcopale
La genealogia episcopale è:
- Cardinale Scipione Rebiba
- Cardinale Giulio Antonio Santori
- Cardinale Girolamo Bernerio, O.P.
- Arcivescovo Galeazzo Sanvitale
- Cardinale Ludovico Ludovisi
- Cardinale Luigi Caetani
- Cardinale Ulderico Carpegna
- Cardinale Paluzzo Paluzzi Altieri degli Albertoni
- Papa Benedetto XIII
- Papa Benedetto XIV
- Papa Clemente XIII
- Cardinale Bernardino Giraud
- Cardinale Alessandro Mattei
- Cardinale Pietro Francesco Galleffi
- Cardinale Giacomo Filippo Fransoni
- Cardinale Antonio Saverio De Luca
- Arcivescovo Gregor Leonhard Andreas von Scherr, O.S.B.
- Arcivescovo Friedrich von Schreiber
- Arcivescovo Franz Joseph von Stein
- Arcivescovo Joseph von Schork
- Vescovo Ferdinand von Schlör
- Arcivescovo Johann Jakob von Hauck
- Vescovo Ludwig Sebastian
- Cardinale Joseph Wendel
- Arcivescovo Josef Schneider
- Vescovo Josef Stangl
- Papa Benedetto XVI
- Arcivescovo Bruno Forte
- Vescovo Pietro Santoro